# 新三郷ららシティ
新三郷ららシティ（しんみさとららシティ）は、埼玉県三郷市の国鉄武蔵野操車場跡地を三井不動産を中心とする民間5社が開発して整備されたニュータウン、及び当地区に含まれる同市の町名である。現行行政地名は新三郷ららシティ一丁目から新三郷ららシティ三丁目。郵便番号は341-0009。

## 地理
埼玉県の東部地域で、三郷市北部に位置する。北で采女新田・半田、北東辺で彦成・仁蔵、南東で大場川を跨いで早稲田・三郷、南西辺で仁蔵・大広戸・彦成・半田（飛地）・采女、北西で吉川市道庭と隣接する。
東日本旅客鉄道（JR東日本）武蔵野線新三郷駅の南側一帯に当たり、かつては全域が約51.1ヘクタールに及ぶ武蔵野操車場となっていた。町域内は、三井不動産を中心とする民間5社によって開発されている区域となっており、全268戸の一戸建住宅からなる「ファインコートららシティ」（一丁目）を中心に、ららぽーと新三郷、コストコ新三郷倉庫店、IKEA新三郷など、大型商業施設が集積する。
住宅地区（ファインコートららシティ）では、天然石を敷き詰めた遊歩道「悠久の道」を中心に、高木の植えられた敷地60坪以上の住宅が建設されている。また、ファインコートららシティ内を「ゲートアベニュー」（12街区）、「セントラルアベニュー」（11街区）に分け、ゲートアベニュー（12街区）ではシンボルツリーやゲートスクエアが設けられている。地区全体が武蔵野操車場由来の高台となっているため両街区共に南端は隣接道路と最大約5 mの高低差を持ち、壁をアートで彩られた「安らぎの壁」とするなどの試みが行われているほか、数ヶ所にクルドサック構造とするなどの試みが行われている。
一丁目にららシティくすのき公園、ららシティポケットパーク、二丁目にJR武蔵野線新三郷駅、IKEA新三郷、三丁目にららぽーと新三郷、コストコ新三郷倉庫店がある。

### 河川
- 大場川

### 地価
住宅地の地価は2024年（令和6年）1月1日の公示地価によれば、新三郷ららシティ1-8-2の地点で14万円/m²となっている。

## 歴史
かつては全域が約51.1 haに及ぶ武蔵野操車場となっていた。

### 沿革
- 2008年（平成20年）10月1日 - 住居表示施行により、三郷市新三郷ららシティ一丁目から三丁目となる。

### 地名の由来
新町名の案がいくつか出されたが、商業系グループの地権者からは「ららシティ」が、三郷市及び物流系グループの地権者からは「新三郷」が提示され、両案を合わせた「新三郷ららシティ」が2008年6月の市議会定例会に上程され、賛成多数で可決された。

### 町名の変遷
| 実施後                 | 実施年月日    | 実施前（各大字ともその一部） |
| ---------------------- | ------------- | ---------------------------- |
| 新三郷ららシティ一丁目 | 2008年10月1日 | 大広戸・仁蔵・彦成           |
| 新三郷ららシティ二丁目 | 2008年10月1日 | 半田・彦成                   |
| 新三郷ららシティ三丁目 | 2008年10月1日 | 半田・彦成・采女新田         |

## 世帯数と人口
2017年（平成29年）10月1日現在の世帯数と人口は以下の通りである。
| 丁目                   | 世帯数  | 人口    |
| ---------------------- | ------- | ------- |
| 新三郷ららシティ一丁目 | 279世帯 | 904人   |
| 新三郷ららシティ二丁目 | 252世帯 | 673人   |
| 計                     | 531世帯 | 1,577人 |

## 小・中学校の学区
市立小・中学校に通う場合、学区は以下の通りとなる。
| 丁目                   | 番地 | 小学校             | 中学校             |
| ---------------------- | ---- | ------------------ | ------------------ |
| 新三郷ららシティ一丁目 | 全域 | 三郷市立瑞木小学校 | 三郷市立瑞穂中学校 |
| 新三郷ららシティ二丁目 | 全域 | 三郷市立桜小学校   | 三郷市立彦成中学校 |
| 新三郷ららシティ三丁目 | 全域 | 三郷市立桜小学校   | 三郷市立彦成中学校 |

## 交通
地域内に東日本旅客鉄道（JR東日本）武蔵野線新三郷駅があるほか、一丁目東部（ファインコートららシティ11・12街区）からは同線三郷駅が近く、徒歩圏となっている。

## 公園
- ららシティ大通り公園
- ららシティとんがり公園
- ららシティ駅前公園
- ららシティ緑地広場
- ららシティやまもも公園
- ららシティ一丁目緑地
- ららシティくすのき公園
- ららシティ悠久の道公園
- ららシティポケットパーク

## 施設
地内には数多くの商業施設が立地する。
- JR武蔵野線新三郷駅
- 吉川警察署新三郷駅前交番
- 新三郷ららシティ1街区：三菱倉庫三郷配送センター（大型物流施設）[9]
- 新三郷ららシティ2街区：プロロジスパーク三郷II（大型物流施設　ヤマトロジスティクスが三郷物流サービスセンターとして使用）
- 新三郷ららシティ3街区：コストコホールセール新三郷倉庫店・ららぽーと新三郷
- 新三郷ららシティ4街区：ららぽーと新三郷ANNEX　FOREVER 21　2012年（平成24年）4月28日開店
- 新三郷ららシティ5街区：19階建マンション「パークホームズLaLa新三郷」（三井不動産レジデンシャル）
- 新三郷ららシティ6街区：IKEA新三郷
- 新三郷ららシティ7街区：アサヒセキュリティ新三郷VEDSセンター・ハウス物流サービス首都圏オフィス 埼玉営業所（物流施設）
- 新三郷ららシティ8〜12街区：ファインコートららシティ[9]（三井不動産レジデンシャル、戸建住宅269区画、敷地面積200 m2以上）